# Ansgarius Svensson
Fritjof Ansgarius Svensson, född 19 september 1890 i Målilla socken, död 26 september 1943 i Vimmerby, var en svensk företagsledare.
Ansgarius Svensson var son till lantbrukaren Carl Gustaf Svensson. Efter avslutad skolgång genomgick han Mariannelunds handelsskola och började sedan sin bana inom trävarubranschen med praktiskt taget två tomma händer. Undan för undan gjorde han sig dock känd som en av Smålands driftigaste affärsmän och företagsledare. 1915 bosatte han sig i Järnforsen, där han drev en omfattande trävaruhandel, samtidigt som han lät uppföra en snicker- och bobinfabrik. 1927 inköpte han Alsheda träförädling, vilken ombildades till aktiebolag och sedan i flera år drevs under hans ledning. Han inköpte även Vetlanda snickerifabrik, som även den ombildades till aktiebolag. 1930 köpte han Gullringens träförädling i Södra Vi socken och flyttade samma år till Vimmerby. I Gullringen började han tillverkning av monteringsfärdiga trähus och blev en föregångare inom branschen. Företaget utvecklades under hans ledning till en av Sveriges största och modernaste industrier i sitt slag och ledde till en stark utveckling av orten. I takt med att hans insatser uppmärksammades kom han att utnyttjas som styrelseledamot i en mängd bolag. Som mångårig delägare och styrelseledamot i AB Svenska Trähus bidrog han starkt till bolagets utveckling. Svensson var även hälftendelägare i AB Storebro Bruk, vars VD han även var, ägare till Alsterfors glasbruk och Älö tegelbruk. Vid sidan av sina industrier drev Svensson en omfattande export. Svensson var ledamot av lokalstyrelsen för AB Svenska handelsbankens avdelningskontor i Vimmerby samt ledamot av Vimmerby stadsfullmäktiges byggnadsnämnd.